# Zimmererklatsch
Der Zimmererklatsch (in der Schweiz auch  Zimmermannsklatsch) ist ein im Sitzen oder Stehen praktizierter traditioneller Tanz der Zimmerer.

## Beschreibung
Je zwei Tänzer stehen oder sitzen einander gegenüber und klatschen nach feststehendem Schema auf eigene Körperteile und auf die Handflächen des Partners/Gegners. Meist besteht der Zimmererklatsch aus sechs sich wiederholenden Takten, die zum Lied geklatscht werden.
Bei dem alten Brauch handelt es sich um einen ritualisierten Kampftanz (ähnlich dem Schuhplattler und dem Watschentanz). Anderen Beschreibungen zufolge mahnt der Zimmererklatsch die Zimmerleute, ein sorgfältiges Gerüst zu bauen und einander Sorge zu tragen. Auch heute wird der Zimmererklatsch bei festlichen Anlässen wie der Lossprechungsfeier gepflegt.

## Ablauf
Beim Zimmererklatsch sitzen oder stehen sich zwei Gesellen gegenüber und klatschen wie folgt:
1. beide Hände auf die eigenen Schenkel
2. beide Hände an die eigenen Hüften
3. beide Hände vor der Brust zusammenklatschen
4. dem Gegenüber überkreuzt vor der Brust die rechte Hand gegen dessen rechte Hand schlagen
4. dem Gegenüber überkreuzt vor der Brust die linke Hand gegen dessen linke Hand schlagen
6. dem Gegenüber beide Hände, die rechte gegen dessen linke und die linke gegen dessen rechte Hand, schlagen
und wieder von vorn und immer im gleichen Rhythmus.

## Trivia
2016 stellten 1306 Zimmerer in Basel einen Weltrekord im Guinness-Buch der Rekorde auf, für die meisten Personen, die gleichzeitig einen Zimmermannsklatsch klatschen.
2015 Weltrekord im Zimmererklatsch auf einem schwebenden Dachstuhl, übertroffenen vom Weltrekord im Zimmererklatsch auf einem schwebenden Dachstuhl mit über drei Dutzend Handwerker am 17. Mai 2025 im Rahmen des Zimmerer-Treffens in Landau an der Isar, bestätigt vom Rekord-Institut für Deutschland (RID).